# Einar Kárason
Einar Kárason född 24 november 1955 i Reykjavik, är en isländsk författare. 
Einar studerade litteratur och debuterade som lyriker 1979. Han startade sin karriär med att skriva lyrik för litterära magasin fram till 1980. 1981 gav han ut sin första roman. Han är mest känd för trilogin Þar sem djöflaeyjan rís, 1983 (Djävulsön, 1989), Gulleyjan, 1985 (Guldön, 1990) och Fyrirheitna landið, 1989 (Det förlovade landet, 1991), varav de två första delarna filmatiserades 1996, se vidare Djävulsön. Han har givit ut romaner, noveller och barnböcker och skrivit filmmanus.

## Priser och utmärkelser
- 2020 Kulturhuset Stadsteaterns internationella litteraturpris[5]